# سباستيان بالاسيوس
سباستيان بالاسيوس (بالإسبانية: Sebastián Palacios) (20 يناير 1992 في الأرجنتين - ) هو لاعب كرة قدم أرجنتيني في مركز الهجوم. لعب مع أرسنال ساراندي وبوكا جونيورز ويونيون دي سانتا في وتاليريس كوردوبا.

## وصلات خارجية
- سباستيان بالاسيوس على موقع الاتحاد الأوربي (الإنجليزية)
- سباستيان بالاسيوس على موقع قاعدة بيانات كرة القدم.إي يو (الإنجليزية)
- سباستيان بالاسيوس على موقع Soccerway.com (الإنجليزية)
- سباستيان بالاسيوس على موقع AS.com (الإسبانية)